# Öratjärnen, Lappland
Öratjärnen är en sjö i Malå kommun i Lappland och ingår i Skellefteälvens huvudavrinningsområde. Sjön har en area på 0,164 kvadratkilometer och ligger 341,3 meter över havet.

## Delavrinningsområde
Öratjärnen ingår i det delavrinningsområde (723285-162620) som SMHI kallar för Utloppet av Släppträsket. Medelhöjden är 367 meter över havet och ytan är 33,19 kvadratkilometer. Det finns ett avrinningsområde uppströms, och räknas det in blir den ackumulerade arean 58,94 kvadratkilometer. Fårbäcken (Släppträskbäcken) som avvattnar avrinningsområdet har biflödesordning 3, vilket innebär att vattnet flödar genom totalt 3 vattendrag innan det når havet efter 161 kilometer. Avrinningsområdet består mestadels av skog (67 procent). Avrinningsområdet har 8,39 kvadratkilometer vattenytor vilket ger det en sjöprocent på 25,3 procent.